# (33797) 1999 TO88
1999 TO88 (asteroide 33797) é um asteroide da cintura principal. Possui uma excentricidade de 0.14248260 e uma inclinação de 2.38619º.
Este asteroide foi descoberto no dia 2 de outubro de 1999 por LINEAR em Socorro.